# Спас-Коркодино
Спас-Коркодино — деревня в городском округе Клин Московской области России. Население — 21 чел. (2010).

## Название
В писцовой книге 1626 года упоминается как «село Спасское на реке на Лутосне». В 1671 году его новым владельцем становится князь Фёдор Михайлович Коркодинов, но начиная с 1677 года село многократно переходит из рук в руки вплоть до конца XVIII века, при этом название Спасское остаётся неизменным. После проведения Генерального межевания, требовавшего указывать вместе с церковным ещё и историческое владельческое название, было принято название Спас-Коркодино. В разное время название села указывалось как Спас-Крокодим (1852), Спас-Кородил (Крокодильское) (1862), Спас-Коркодин (1886), Спас-Крокодильный (1899, 1912).
На «Военно-топографической карте Московской губернии», составленной российским учёным-геодезистом Ф. Ф. Шубертом в 1860 году (ряд ll, лист 4), название деревни было искажено в Спасъ-Крокодильный.

## Население
| 1852 | 1859 | 1886 | 1890 | 1899 | 1926 | 2002 |
| ---- | ---- | ---- | ---- | ---- | ---- | ---- |
| 381  | ↗416 | ↗471 | ↗631 | ↗674 | ↘664 | ↘30  |
| 2006 | 2010 |      |      |      |      |      |
| ↘26  | ↘21  |      |      |      |      |      |

## География
Деревня Спас-Коркодино расположена на севере Московской области, в восточной части городского округа Клин, примерно в 14 км к северо-востоку от окружного центра — города Клина, по правому берегу реки Лутосни (правый приток Сестры), высота центра над уровнем моря — 196 м. Ближайшие населённые пункты — примыкающие на севере Русино и на юге — Зубово.

## История
По писцовым книгам Дмитровского уезда в 1626 году село Спасское Лутосенского стана с церковью Преображения Господня было вотчиной Фёдора Оладьина. После 1671 года, когда село обрело нового владельца — князя Коркодинова, на старом церковном месте была построена новая церковь. В 1677 году в селе находились двор помещиков, четыре крестьянских двора, восемь дворов бобылей и два двора задворных людей.

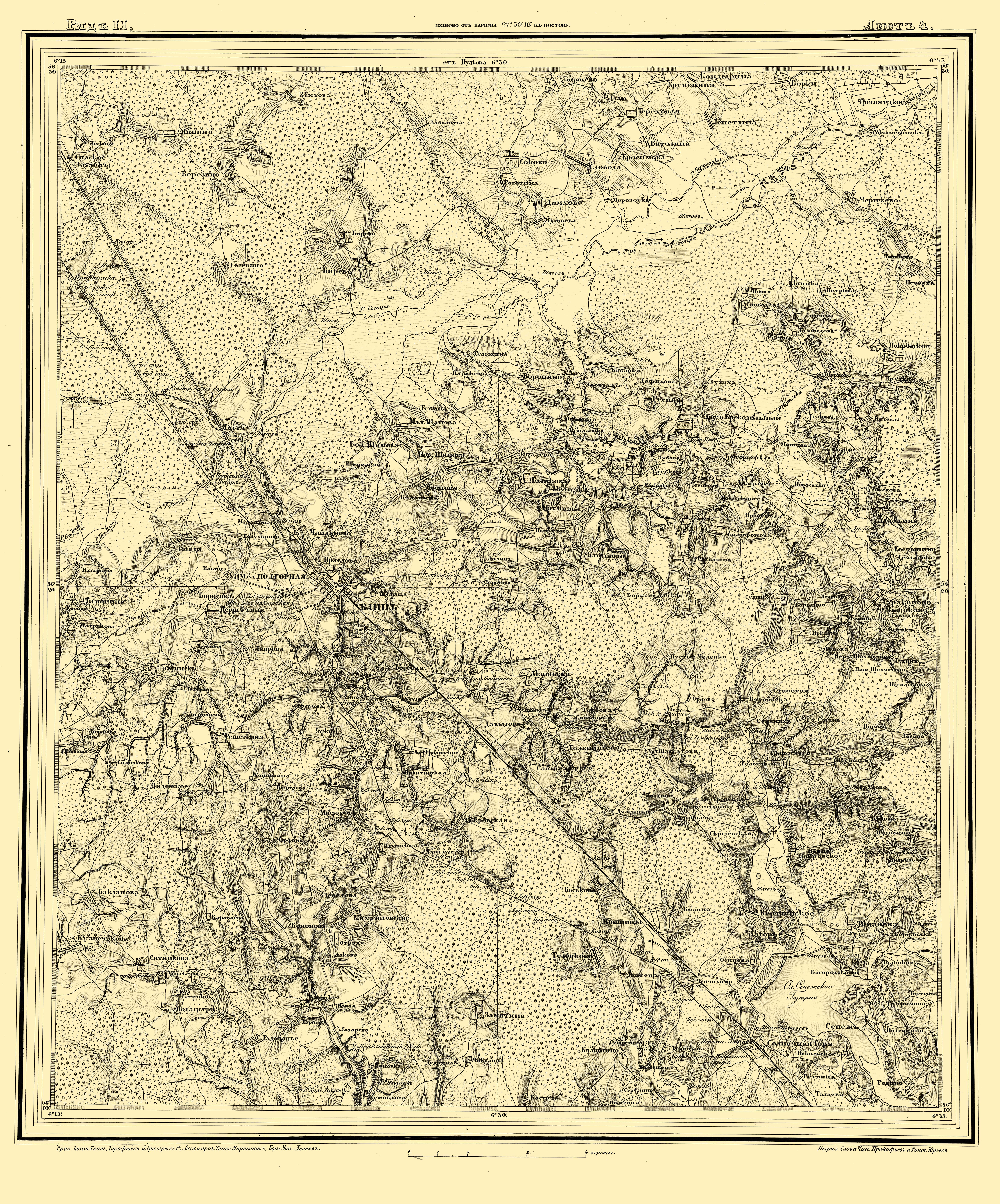
Лист карты Шуберта с названием Спасъ-Крокодильный.

В середине XIX века село Спас-Крокодим 1-го стана Клинского уезда Московской губернии принадлежало статскому советнику Сергею Павловичу Фонвизину, в селе было 42 двора, крестьян 185 душ мужского пола и 196 душ женского.
В «Списке населённых мест» 1862 года Спас-Кородил (Крокодильское) — владельческое село 1-го стана Клинского уезда по правую сторону Дмитровского тракта по направлению от Клина, в 15 верстах от уездного города и 20 верстах от становой квартиры, при реке Лукноше, с 44 дворами, православной церковью, фабрикой и 416 жителями (201 мужчина, 215 женщин).
В 1886 году село Спас-Коркодино входило в состав Соголевской волости Клинского уезда, насчитывалось 74 двора, проживал 471 человек; имелись православная церковь, часовня, школа, лавка и ткацкая фабрика.
В 1899 году в селе 674 жителя, действовала земская школа, располагалась квартира полицейского урядника и камера земского начальника 2-го участка.
По данным на 1911 год число дворов составляло 96, в селе имелись земское училище, фабрика братьев Каулен и Кост, фабричная лечебница, бараночная пекарня, две чайные лавки, квартира урядника, имение Фонвизина.
По материалам Всесоюзной переписи населения 1926 года — административный центр Кленковского сельсовета Соголевской волости Клинского уезда в 5,3 км от Рогачёвского шоссе и 9,6 км от станции Клин Октябрьской железной дороги; проживало 323 человека (150 мужчин, 173 женщины), насчитывалось 58 хозяйств, из которых 54 крестьянских.
С 1929 года Спас-Коркодино является населённым пунктом Московской области в составе Спас-Коркодинского сельсовета Клинского района (1929—1954), Воронинского сельсовета Клинского района (1954—1963, 1965—1994), Воронинского сельсовета Солнечногорского укрупнённого сельского района (1963—1965), Воронинского сельского округа Клинского района (1994—2006), сельского поселения Воронинское Клинского района (2006—2017), городского округа Клин (с 2017).

## Достопримечательности
В Спас-Коркодине сохранились остатки одноимённой с деревней усадьбы Фонвизиных, в деревне также находилась церковь Преображения Господня, построенная на средства С. П. Фонвизина в 1826—1858 годах, закрытая в 1931 году и разобранная в 1956 году (сейчас на её месте одноимённая часовня).

## Известные уроженцы
В Спас-Коркодине родился Пётр Алексеевич Рассадкин (1921—2016) — полковник авиации, участник Великой Отечественной войны, Герой Советского Союза.